# Tropidodynerus fertoni
Tropidodynerus fertoni är en stekelart som först beskrevs av Dusmet 1925.  Tropidodynerus fertoni ingår i släktet Tropidodynerus och familjen Eumenidae. Inga underarter finns listade i Catalogue of Life.